# Döllnitz (Klötze)
Das Forsthaus Döllnitz gehört zur Stadt Klötze im Altmarkkreis Salzwedel in Sachsen-Anhalt.

## Geografie
Die ehemalige Försterei Döllnitz liegt etwa 4½ Kilometer südöstlich von Klötze im Waldgebiet Klötzer Heide und damit im Landschaftsschutzgebiet „Zichtauer Berge und Klötzer Forst“.

## Geschichte
Im 1430 wird das halbe Dorf dollnittze in einem Kopialbuch erwähnt, als über die Lehen der von Plathen berichtet wird. Das war das Dorf wohl noch bewohnt, danach wird es wüst gefallen sein. Denn 1596 wird ein Vorwerk als ein Furwerck Dolnitz genannt, was 4 Wispel Roggen, 2 Wispel Gerste und 2 Wispel Hafer in das Amt Klötze geben sollte. 1608 gibt es einen Schafmeister in Döllnitz. Doch schon 1664 heißt es wieder Wüste Feldtmarckt Döllnitz, mehrenteils mit Holz und Heide bewachsen, mitten im Klötzeschen Feld belegen, wird vom Wildwerk verdorben beziehungsweise als Weide gebraucht.
Im Jahre 1608 gab es eine große Missernte in der Gegend. Das Vorwerk Döllnitz hatte zu damaliger Zeit Jürgen Schulzen in Afterpacht; dieser war ebenfalls nicht im Stande, Korn zur Aussaat anzukaufen und bat in einer Eingabe im April 1609 Rath und Kanzler zu Celle um Lieferung von Saatkorn und Stundung der Kornpacht, da sonsten der Dölnitz wüste würde. Seine Bitte wurde gewährt.
Der heutige Ort entstand als Vorwerk und späteres Forstetablissement auf einer wüsten Feldmark im Lüneburgischen Amt Cloetze, das im Januar 1816 zum Landkreis Gardelegen kam. Bereits 1818 wurde ein Vorwerk mit einem Wohnhaus aufgeführt.
Johann Friedrich Danneil berichtete 1843: „Auf der Stelle des alten Dorfes steht jetzt die Wohnung eines Unterförsters. Trümmmer des Dorfs besonders aber der Kirche finde sich noch in der Nähe des Forsthauses. Die Kirche, wovon noch beträchtliche Überreste vorhanden sind, lag auf einer kleinen Anhöhe zwischen einer schönen Eichengruppe.“ Er schrieb weiter: „Eine Sage bringt diese Kirche mit einer ¾ Meile entfernt liegenden Ruine in Verbindung.“ Die Abteilung der Forst namens Klosterberg liegt 1,8 Kilometer nordöstlich vom Forsthaus. Dort soll ehemals ein Kloster gestanden und die Mönche in demselben sollen vorzugsweise in der Kapelle in Döllnitz ihre Andacht verrichtet haben.

### Einwohnerentwicklung
| Jahr | Einwohner |
| ---- | --------- |
| 1814 | 09        |
| 1818 | 10        |
| 1871 | 07        |

| Jahr | Einwohner |
| ---- | --------- |
| 1885 | 5         |
| 1895 | 8         |
| 1905 | 5         |

## Gegenwart
Ein Wohnhaus gibt es im Ort nicht mehr. Im Zweiten Weltkrieg wurde es zerstört. Vom Forsthaus sind es noch einige hundert Meter in südöstlicher Richtung bis zum ehemaligen Dorfteich. Unter ein paar Kiefern findet man die Reste von zwei Brunnen.